# O Concreto Já Rachou
O Concreto Já Rachou foi o primeiro álbum gravado pela banda brasileira de punk rock Plebe Rude.
Lançado como um mini LP em 11 de fevereiro de 1986, contendo sete faixas e produzido por Herbert Vianna integrante da banda Os Paralamas do Sucesso. Seu lançamento oficial ocorreu em fevereiro de 1986, com duas apresentações da banda na boate Noites Cariocas, em 14 e 15 de fevereiro. Comercialmente é o álbum mais bem sucedido da banda, alcançando disco de ouro com cerca de 200 mil cópias. Contém músicas que fizeram grande sucesso nas rádios como "Até Quando Esperar" e "Proteção". É considerado um dos melhores discos do rock brasileiro. Um exemplo disso é que este álbum está na lista dos 100 melhores discos da música brasileira, feita pela revista Rolling Stone, ficando em 57º lugar.  No livro "Os 500 Maiores Álbuns Brasileiros De Todos Os Tempos", organizado pelo jornalista Ricardo Alexandre e publicado em 2022, ocupa a posição 126. O álbum é executado por inteiro na maioria dos shows da banda. Isso deve-se ao fato do LP apresentar apenas 7 músicas.
Em 2011 o álbum foi relançado ao lado do primeiro disco da Legião Urbana, de 1985 e do primeiro álbum do Capital Inicial, também de 1986.

## Faixas
| N.º            | Título                                 | Letras                                            | Música                                            | Duração |  |
| 1.             | "Até Quando Esperar"                   | Philippe Seabra e André X                         | Philippe Seabra, André X e Gutje                  | 4:28    |  |
| 2.             | "Proteção"                             | Philippe Seabra                                   | Philippe Seabra                                   | 2:09    |  |
| 3.             | "Johnny Vai à Guerra (Outra Vez)"      | Philippe Seabra, André X, Gutje e Jander Bilaphra | Philippe Seabra, André X, Gutje e Jander Bilaphra | 3:30    |  |
| 4.             | "Minha Renda" (part. Herbert Vianna)   | Philipe Seabra, André X, Gutje e Jander Bilaphra  | Philippe Seabra                                   | 2:37    |  |
| 5.             | "Sexo e Karatê" (part. Fernanda Abreu) | André X e Jander Bilaphra                         | André X                                           | 2:01    |  |
| 6.             | "Seu Jogo"                             | André Pretorius e Philippe Seabra                 | Philippe Seabra, André X, Gutje e Jander Bilaphra | 3:59    |  |
| 7.             | "Brasília"                             | Philippe Seabra, André X, Gutje e Jander Bilaphra | Philippe Seabra, André X, Gutje e Jander Bilaphra | 2:48    |  |
| Duração total: | Duração total:                         | Duração total:                                    | Duração total:                                    | 21:32   |  |

### Formação
- Phillipe Seabra: voz e guitarra-solo
- Jander Bilaphra: voz e guitarra-base
- André X: baixo
- Gutje Woortman: bateria

### Músicos Convidados
- Fernanda Abreu: voz em "Sexo e Karatê"
- Jaques Morelenbaum: Cello em "Até Quando Esperar"
- Luiz Augusto: Trombone em "Seu Jogo"
- Herbert Vianna: voz em "Minha Renda"
- George Israel: saxofone em "Seu Jogo"
- Henrique Trompete: Trompete em "Seu Jogo"